# Zkara

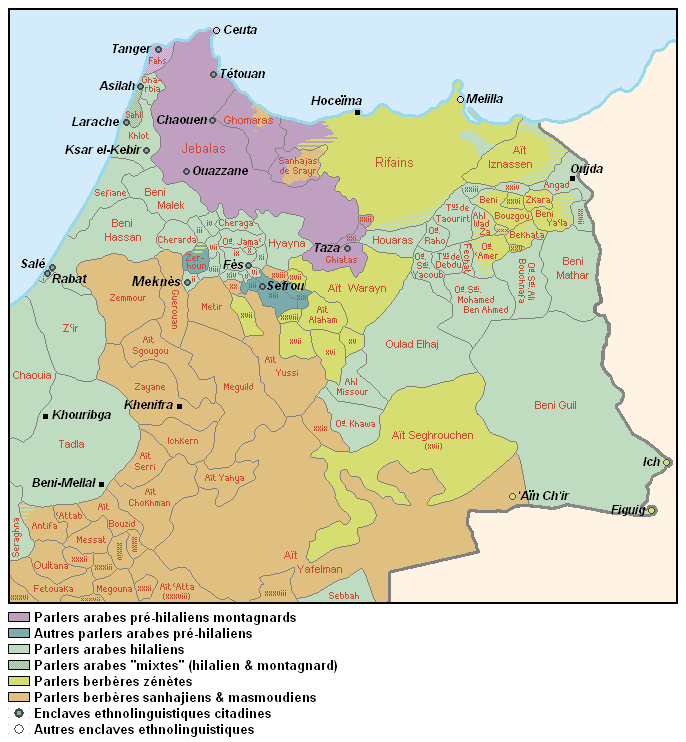
Das Ausbreitungsgebiet der Zkara, südwestlich von Oujda

Die Zkara (auch: Zekara oder Zakara, arabisch الذكرة oder الزكرة, DMG aḏ-Ḏakara; marokkanisches Tamazight ⵉⵎⴰⵢⵏ, „Männer“) sind ein Zanata-Stamm berberischen Ursprungs.
Die Zkara sind im Nordosten Marokkos ansässig. Sie leben 25 Kilometer südwestlich von Oujda in der Gemeinde Mestferki. Damit leben sie nicht weit von der Grenze zu Algerien entfernt. Ihnen werden christliche Wurzeln nachgesagt.
Nach Angaben des Joshua Project haben die Zekara eine Population von 75.000.